# Reteče
Reteče – wieś w Słowenii, w gminie Škofja Loka. W 2018 roku liczyła 655 mieszkańców.